# Îles Lingga
L'archipel des Lingga est un groupe d'îles de la mer de Chine méridionale.
Incorporées à la province indonésienne des îles Riau, les îles sont situées au large de Sumatra et au sud de Singapour, à cheval sur l'équateur. 
Les îles les plus importantes en taille et population sont Lingga proprement dite et Singkep. Dans le nord de l'archipel se trouvent des îles plus petites, dont Sebangka et Bakung.

## Histoire
C'est à Lingga que le sultan Mahmud de Johor a fini ses jours. Il s'y était réfugié avec sa cour au début du XIXe siècle, après des représailles hollandaises contre une attaque de pirates dont il était l'instigateur. On trouve encore des vestiges de cette époque.

## Culture
Les îles Riau sont considérées comme le berceau de la langue malaise littéraire. Raja Ali Haji et son père Raja Haji Ahmad sont les auteurs du Tuhfat al-Nafis ("le précieux cadeau").
La population des Lingga est composée de Malais, de Bugis et de Chinois (essentiellement des Hakka, des Teochew et des Hokkien).
Le nom de Lingga vient de l'allure de phallus, lingam en sanscrit (la langue des textes sacrés de l'Inde, à laquelle le malais a beaucoup emprunté) du mont Daik, qui culmine à 1 163 mètres, immortalisé par des poètes malais comme un symbole de longévité.

## Économie et tourisme

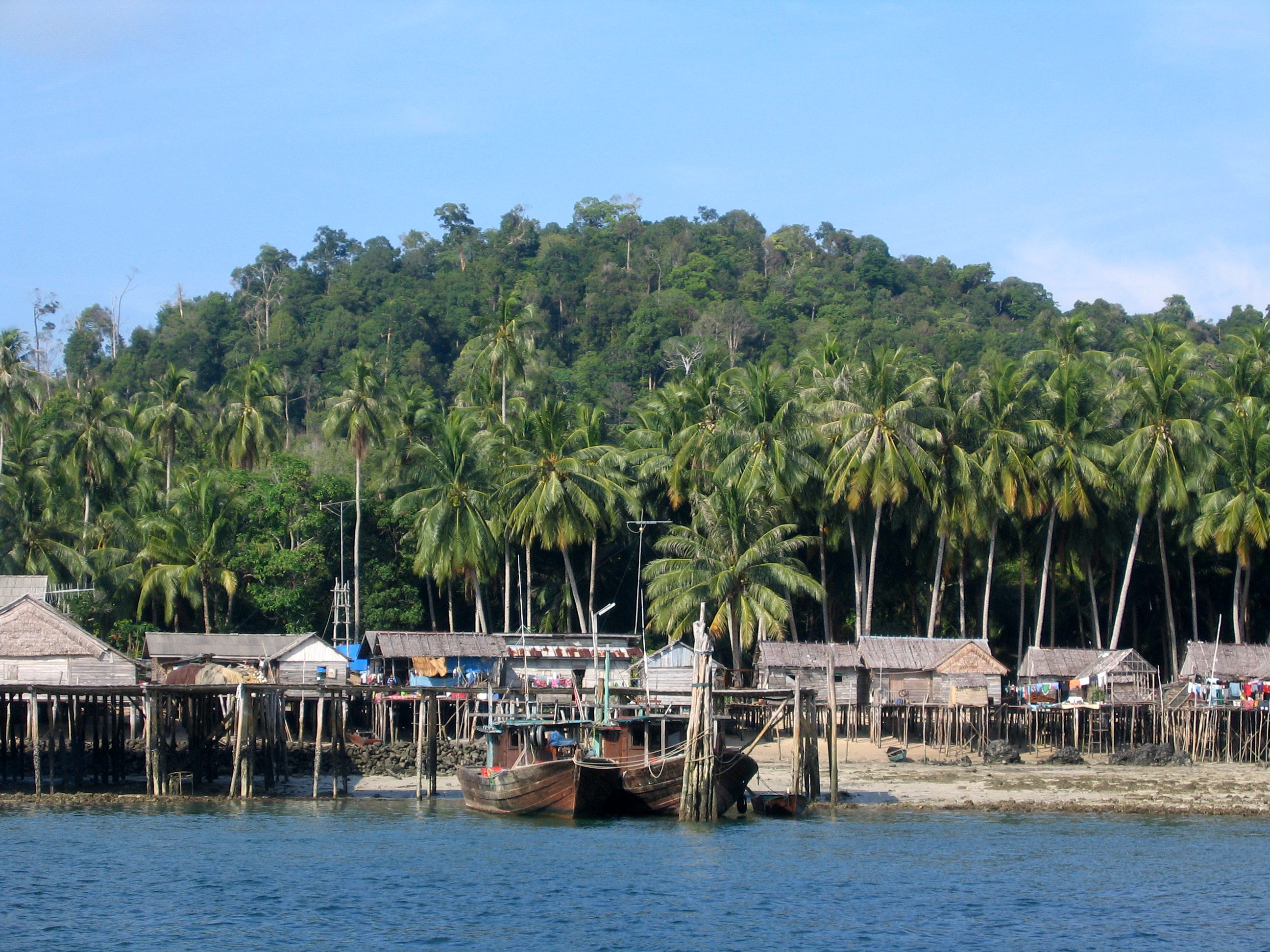
L'île de Cempa

La pêche est la principale activité des habitants des Lingga.
On trouve de nombreuses belles plages avec coraux.
Au pied du Mont Diak se trouvent les tombes de cinq des six derniers sultans de Riau-Lingga. Le dernier sultan, Abdul Rahman, qui vivait à Lingga, avait été forcé d'abdiquer par les Hollandais en 1911, et mourut à Singapour en 1930.
Non loin se trouvent les vestiges du fort de Bukit Cening, qui domine la mer, avec ses canons alignés qui semblent toujours attendre une attaque.
A l'entrée de la mosquée royale de Lingga se trouve un grand tambour datant du XIXe siècle. Le beau minbar (chaire) en bois sculpté fut réalisé par le même artisan que celui de Penyengat. On raconte qu'il fut mis à mort après avoir fini son œuvre, afin que nul autre roi ne pût en posséder un aussi beau. Derrière la mosquée se trouve la tombe du sultan Mahmud.
Un petit chemin mène au palais du dernier sultan, Abdul Rahman, qui fut déposé par les Hollandais en 1911 et mourut à Singapour en 1930. Le palais était entièrement construit en bois et il n'en reste que les fondations et d'élégants escaliers de pierre circulaire.
Quelques tombes royales évoquent les sultans qui régnèrent depuis Lingga.  
Un ferry quotidien relie Lingga à Tanjung Pinang sur l'île de Bintan. Pour explorer l'île, le moyen le plus pratique est d'affréter un ojek (moto-taxi), dont le conducteur peut faire le guide. 